# 葉山御用邸放火事件

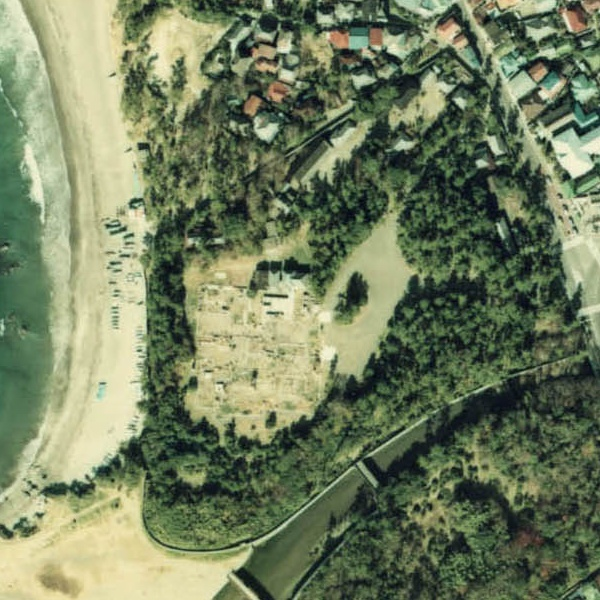
葉山御用邸周辺の約300メートル四方を写した航空写真。画像中央が放火で全焼した本邸の跡地。1977年12月26日撮影。

葉山御用邸放火事件（はやまごようていほうかじけん）とは、1971年1月27日に、神奈川県三浦郡葉山町で発生した放火事件である。
これにより御用邸は全焼し、その後、近所に親戚を持つ男が逮捕された。

## 事件の概要

### 火災発生
1971年1月27日午後10時25分頃、葉山御用邸の詰所に設置されている自動火災報知機が作動した。報知機は「皇子御座所、御化粧室、天井面」を指し示していた。
詰所の宮内庁職員や皇宮護衛官は直ちに現場に駆け付けて消火に努めるとともに、宮内庁本庁や皇宮警察本部に急報、近隣の葉山町消防本部や神奈川県葉山警察署にも救援を依頼した。
しかし、当日は異常乾燥注意報が発令されており、現場が非常に乾燥していたこと、また建物が檜造りの木造建築で燃え易い構造であったことから、消防関係者の必死の努力も空しく、附属邸を除く本邸が全焼した。

### 現場検証
翌日1月28日から葉山警察署に「葉山御用邸火災事件合同捜査本部」が設置され、神奈川県警のみならず皇宮警察や警察庁の科学警察研究所からも人員が駆け付けるなど総勢160名で厳戒態勢の下で捜査が開始された。
火災原因について、当初は漏電説もあったが、以下の物証から何者かによる失火か放火と断定された。
- 扉の鍵が外されていた。
- 邸内内側の扉や襖は、通風のため通常は開いている状態のはずであったが、出火現場の襖は閉まっていた。
- 御座所（天皇の居室）のソファーカバーが外され、出火現場で炭化した状態で発見された。
- 火災現場近くに犯人のものと見られる眼鏡が発見された。

### 犯人逮捕と処分

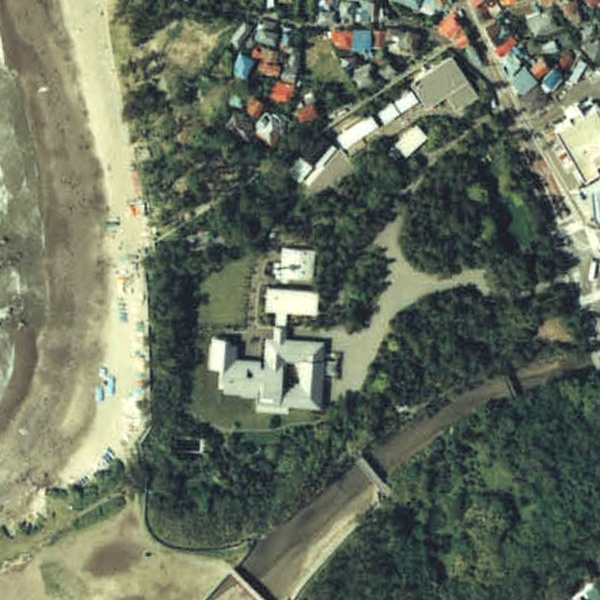
葉山御用邸周辺の約300メートル四方を写した航空写真。画像中央が放火事件後に再建された本邸。1983年5月17日撮影。

2月5日、神奈川県鶴見警察署に一人の男が出頭し、緊急逮捕された。犯人は20歳の会社員Tで精神分裂症（統合失調症）の病歴を有していた。
犯人Tは事件当日、友人と遊んだ後にパチンコをやり、所持金が少なくなってしまった。そこで葉山町在住の叔母から借金をしようとしたが不在であった。そのとき、以前目にした「葉山御用邸」に興味を持ち、中に入って金目のものがあったら失敬しようと思い立ち、御用邸に忍び込んだ。
犯人Tはベッドのある部屋（御座所）からソファーカバーを持ち出し、それをかけて仮眠した。その後、タバコを吸って帰ろうとしたが、金目のものがないことに腹を立て、「どうせこの建物も税金で出来たものだから、燃やしてもどうということはない」と思い立ち、マッチで火をつけて建物に着火させたという。
捜査本部は当初、犯人Tが新左翼活動家で反皇室闘争の一環としてのテロではないかと疑い、犯人の思想的背景を調べるため、犯人T宅の家宅捜索や犯人Tの会社同僚や知人に聞き込みを行うが、天皇に関する思想的背景は一つも浮上してこなかったという。
横浜地検横須賀支部は犯人Tに精神鑑定を行った結果、1971年4月6日に心神喪失の状態にあるとされ不起訴処分にし、精神衛生法に基づき、横須賀市内の精神病院に措置入院させた。
焼失した葉山御用邸は1981年11月6日に再建、落成式が行われた。